# T-Pain/Diskografie
Diese Diskografie ist eine Übersicht über die musikalischen Werke des US-amerikanischen R&B-Sängers und Rappers T-Pain. Den Schallplattenauszeichnungen zufolge hat er bisher mehr als 94 Millionen Tonträger verkauft, davon alleine in seinem Heimatland über 83,5 Millionen. Seine erfolgreichste Veröffentlichung ist die Single Low mit mehr als 17,2 Millionen verkauften Einheiten, auf der er als Gastmusiker bei Flo Rida mitwirkte.

## Alben

### Studioalben
| Jahr | Titel Musiklabel                            | Höchstplatzierung, Gesamtwochen, AuszeichnungChartplatzierungen (Jahr, Titel, Musiklabel, Platzierungen, Wochen, Auszeichnungen, Anmerkungen) | Höchstplatzierung, Gesamtwochen, AuszeichnungChartplatzierungen (Jahr, Titel, Musiklabel, Platzierungen, Wochen, Auszeichnungen, Anmerkungen) | Höchstplatzierung, Gesamtwochen, AuszeichnungChartplatzierungen (Jahr, Titel, Musiklabel, Platzierungen, Wochen, Auszeichnungen, Anmerkungen) | Höchstplatzierung, Gesamtwochen, AuszeichnungChartplatzierungen (Jahr, Titel, Musiklabel, Platzierungen, Wochen, Auszeichnungen, Anmerkungen) | Höchstplatzierung, Gesamtwochen, AuszeichnungChartplatzierungen (Jahr, Titel, Musiklabel, Platzierungen, Wochen, Auszeichnungen, Anmerkungen) | Anmerkungen                             |
| Jahr | Titel Musiklabel                            | DE | AT | CH | UK | US | Anmerkungen                             |
| ---- | ------------------------------------------- | --- | --- | --- | --- | --- | --------------------------------------- |
| 2006 | Rappa Ternt Sanga Konvict, Jive, Zomba      | — | — | — | — | US33 Gold · (26 Wo.)US | Erstveröffentlichung: 14. Juli 2006     |
| 2007 | Epiphany Nappy Boy, Konvict, Jive, Zomba    | — | — | — | — | US1 ×2Doppelplatin · (28 Wo.)US | Erstveröffentlichung: 31. August 2007   |
| 2008 | Thr33 Ringz Nappy Boy, Konvict, Jive, Zomba | — | — | — | — | US4 Gold · (21 Wo.)US | Erstveröffentlichung: 21. November 2008 |
| 2011 | Revolver Nappy Boy, Konvict, Jive           | — | — | — | — | US28 (10 Wo.)US | Erstveröffentlichung: 2. Dezember 2011  |
| 2017 | Oblivion Nappy Boy, Konvict, RCA            | — | — | — | — | US155 (1 Wo.)US | Erstveröffentlichung: 17. November 2017 |
| 2019 | 1-UP Cinematic                              | — | — | — | — | US115 (1 Wo.)US | Erstveröffentlichung: 27. Februar 2019  |
| 2019 | On Top of the Covers Empire                 | — | — | — | — | — | Erstveröffentlichung: 17. März 2023     |

### Kompilationen
| Jahr | Titel Musiklabel                                                      | Höchstplatzierung, Gesamtwochen, AuszeichnungChartplatzierungen (Jahr, Titel, Musiklabel, Platzierungen, Wochen, Auszeichnungen, Anmerkungen) | Höchstplatzierung, Gesamtwochen, AuszeichnungChartplatzierungen (Jahr, Titel, Musiklabel, Platzierungen, Wochen, Auszeichnungen, Anmerkungen) | Höchstplatzierung, Gesamtwochen, AuszeichnungChartplatzierungen (Jahr, Titel, Musiklabel, Platzierungen, Wochen, Auszeichnungen, Anmerkungen) | Höchstplatzierung, Gesamtwochen, AuszeichnungChartplatzierungen (Jahr, Titel, Musiklabel, Platzierungen, Wochen, Auszeichnungen, Anmerkungen) | Höchstplatzierung, Gesamtwochen, AuszeichnungChartplatzierungen (Jahr, Titel, Musiklabel, Platzierungen, Wochen, Auszeichnungen, Anmerkungen) | Anmerkungen                            |
| Jahr | Titel Musiklabel                                                      | DE | AT | CH | UK | US | Anmerkungen                            |
| ---- | --------------------------------------------------------------------- | --- | --- | --- | --- | --- | -------------------------------------- |
| 2014 | T-Pain Presents Happy Hour: The Greatest Hits Nappy Boy, Konvict, RCA | — | — | — | UK— GoldUK | US109 (28 Wo.)US | Erstveröffentlichung: 4. November 2014 |

### Mixtapes
| Jahr | Titel Musiklabel       | Anmerkungen                                             |
| ---- | ---------------------- | ------------------------------------------------------- |
| 2008 | Pr33 Ringz Nappy Boy   | Erstveröffentlichung: 28. Oktober 2008 nur als Download |
| 2010 | PrEVOLVEr Nappy Boy    | Erstveröffentlichung: 23. Juli 2010 nur als Download    |
| 2012 | Stoic Nappy Boy        | Erstveröffentlichung: 25. August 2012 nur als Download  |
| 2015 | Monotone Nappy Boy     | Erstveröffentlichung: 1. Februar 2015 nur als Download  |
| 2015 | The Iron Way Nappy Boy | Erstveröffentlichung: 27. März 2015 nur als Download    |

### EPs
| Jahr | Titel Musiklabel                                                           | Höchstplatzierung, Gesamtwochen, AuszeichnungChartplatzierungen (Jahr, Titel, Musiklabel, Platzierungen, Wochen, Auszeichnungen, Anmerkungen) | Höchstplatzierung, Gesamtwochen, AuszeichnungChartplatzierungen (Jahr, Titel, Musiklabel, Platzierungen, Wochen, Auszeichnungen, Anmerkungen) | Höchstplatzierung, Gesamtwochen, AuszeichnungChartplatzierungen (Jahr, Titel, Musiklabel, Platzierungen, Wochen, Auszeichnungen, Anmerkungen) | Höchstplatzierung, Gesamtwochen, AuszeichnungChartplatzierungen (Jahr, Titel, Musiklabel, Platzierungen, Wochen, Auszeichnungen, Anmerkungen) | Höchstplatzierung, Gesamtwochen, AuszeichnungChartplatzierungen (Jahr, Titel, Musiklabel, Platzierungen, Wochen, Auszeichnungen, Anmerkungen) | Anmerkungen                        |
| Jahr | Titel Musiklabel                                                           | DE | AT | CH | UK | US | Anmerkungen                        |
| ---- | -------------------------------------------------------------------------- | --- | --- | --- | --- | --- | ---------------------------------- |
| 2010 | Freaknik: The Musical Soundtrack Jive Records, Konvict Muzik and Nappy Boy | — | — | — | — | US146 (1 Wo.)US | Erstveröffentlichung: Februar 2010 |

## Singles

### Als Leadmusiker
| Jahr | Titel Album                                                             | Höchstplatzierung, Gesamtwochen, AuszeichnungChartplatzierungen (Jahr, Titel, Album, Platzierungen, Wochen, Auszeichnungen, Anmerkungen) | Höchstplatzierung, Gesamtwochen, AuszeichnungChartplatzierungen (Jahr, Titel, Album, Platzierungen, Wochen, Auszeichnungen, Anmerkungen) | Höchstplatzierung, Gesamtwochen, AuszeichnungChartplatzierungen (Jahr, Titel, Album, Platzierungen, Wochen, Auszeichnungen, Anmerkungen) | Höchstplatzierung, Gesamtwochen, AuszeichnungChartplatzierungen (Jahr, Titel, Album, Platzierungen, Wochen, Auszeichnungen, Anmerkungen) | Höchstplatzierung, Gesamtwochen, AuszeichnungChartplatzierungen (Jahr, Titel, Album, Platzierungen, Wochen, Auszeichnungen, Anmerkungen) | Anmerkungen                                                             |
| Jahr | Titel Album                                                             | DE | AT | CH | UK | US | Anmerkungen                                                             |
| --- | ----------------------------------------------------------------------- | --- | --- | --- | --- | --- | ----------------------------------------------------------------------- |
| 2005 | I’m Sprung Rappa Ternt Sanga                                            | — | — | — | UK30 Gold · (10 Wo.)UK | US8 Platin (Mastertone) · (26 Wo.)US | Erstveröffentlichung: 9. August 2005                                    |
| 2005 | I’m N Luv (Wit a Stripper) Rappa Ternt Sanga                            | — | — | — | — | US5 ×3Gold + Dreifachplatin (Mastertone) · (20 Wo.)US                                                                                    | Erstveröffentlichung: 13. Dezember 2005 feat. Mike Jones                |
| 2007 | Buy U a Drank (Shawty Snappin’) Epiphany                                | — | — | — | UK— PlatinUK | US1 ×7×3Siebenfachplatin + Dreifachplatin (Mastertone) · (35 Wo.)US                                                                      | Erstveröffentlichung: 20. Februar 2007 feat. Yung Joc                   |
| 2007 | Bartender Epiphany                                                      | — | — | — | UK— SilberUK | US5 ×4Vierfachplatin + Platin (Mastertone) · (22 Wo.)US                                                                                  | Erstveröffentlichung: 5. Juni 2007 feat. Akon                           |
| 2007 | Church Epiphany                                                         | — | — | — | UK35 Silber · (13 Wo.)UK | US— GoldUS | Erstveröffentlichung: 2. Oktober 2007                                   |
| 2008 | Can’t Believe It Thr33 Ringz                                            | — | — | — | UK100 (1 Wo.)UK | US7 Platin (Mastertone) · (24 Wo.)US | Erstveröffentlichung: 29. Juli 2008 feat. Lil Wayne                     |
| 2008 | Chopped ‘n’ Skrewed Thr33 Ringz                                         | — | — | — | — | US27 Gold · (19 Wo.)US | Erstveröffentlichung: 23. September 2008 feat. Ludacris                 |
| 2008 | Freeze Thr33 Ringz                                                      | — | — | — | UK62 (2 Wo.)UK | US38 (8 Wo.)US | Erstveröffentlichung: 10. Oktober 2008 feat. Chris Brown                |
| 2009 | Take Your Shirt Off –                                                   | — | — | — | — | US80 (1 Wo.)US | Erstveröffentlichung: 9. Oktober 2010                                   |
| 2010 | Reverse Cowgirl –                                                       | — | — | — | — | US75 (1 Wo.)US | Erstveröffentlichung: 19. März 2010                                     |
| 2010 | Rap Song –                                                              | — | — | — | — | US89 (1 Wo.)US | Erstveröffentlichung: 19. Oktober 2010 feat. Rick Ross                  |
| 2011 | Best Love Song Revolver                                                 | — | — | — | UK40 (2 Wo.)UK | US33 (20 Wo.)US | Erstveröffentlichung: 22. März 2011 feat. Chris Brown                   |
| 2011 | Booty Wurk (One Cheek at a Time) –                                      | — | — | — | — | US44 (7 Wo.)US | Erstveröffentlichung: 7. Juni 2011 feat. Joey Galaxy                    |
| 2011 | 5 O’Clock Revolver                                                      | DE91 (1 Wo.)DE | — | CH47 (7 Wo.)CH | UK6 Silber · (7 Wo.)UK | US10 (20 Wo.)US | Erstveröffentlichung: 27. September 2011 feat. Wiz Khalifa & Lily Allen |
| 2012 | Turn All the Lights On Revolver                                         | DE44 Platin · (10 Wo.)DE | AT49 (6 Wo.)AT | — | — | — | Erstveröffentlichung: 17. Januar 2012 feat. Ne-Yo                       |
| 2013 | Up Down (Do This All Day) T-Pain Presents Happy Hour: The Greatest Hits | — | — | — | UK43 Silber · (5 Wo.)UK | US65 Platin · (20 Wo.)US | Erstveröffentlichung: 17. November 2013 feat. B.o.B                     |
| 2014 | Drankin' Patna T-Pain Presents Happy Hour: The Greatest Hits            | — | — | — | — | — | Erstveröffentlichung: 21. Juli 2014                                     |
| 2015 | Make That Shit Work –                                                   | — | — | — | — | — | Erstveröffentlichung: 8. Juni 2015 feat. Juicy J                        |
| 2016 | Look at Me Oblivion                                                     | — | — | — | — | — | Erstveröffentlichung: 6. Mai 2016                                       |
| 2016 | Dan Bilzerian Oblivion                                                  | — | — | — | — | — | Erstveröffentlichung: 9. Dezember 2016 feat. Lil Yachty                 |
| 2017 | F.B.G.M. Oblivion                                                       | — | — | — | — | — | Erstveröffentlichung: 2017 feat. Young M.A                              |
| 2017 | Goal Line Oblivion                                                      | — | — | — | — | — | Erstveröffentlichung: 28. September 2017 feat. Blac Youngsta            |
| 2017 | Textin' My Ex Oblivion                                                  | — | — | — | — | — | Erstveröffentlichung: 10. November 2017 feat. Tiffany Evans             |
| 2019 | Getcha Roll On 1-UP                                                     | — | — | — | — | — | Erstveröffentlichung: 23. Januar 2019 feat. Tory Lanez                  |
| 2020 | Wake Up Dead –                                                          | — | — | — | — | — | Erstveröffentlichung: 24. April 2020 feat. Chris Brown                  |
| 2021 | I Like Dat –                                                            | — | — | — | — | US97 Gold · (1 Wo.)US | Erstveröffentlichung: 14. Mai 2021 mit Kehlani                          |
| 2024 | On This Hill –                                                          | — | — | — | — | — | Erstveröffentlichung: 17. Mai 2024                                      |
| Folgende Lieder erschienen nicht als Single, wurden aber durch das Album zum Download und Streaming bereitgestellt und konnten somit eine Platzierung erlangen: |                                                                         | | | | | |                                                                         |
| |                                                                         | | | | | |                                                                         |
| 2011 | Bang Bang Pow Pow Revolver                                              | — | — | — | — | US48 (2 Wo.)US | Charteinstieg: 24. Dezember 2011 feat. Lil Wayne                        |

### Als Gastmusiker
| Jahr | Titel Album                                       | Höchstplatzierung, Gesamtwochen, AuszeichnungChartplatzierungen (Jahr, Titel, Album, Platzierungen, Wochen, Auszeichnungen, Anmerkungen) | Höchstplatzierung, Gesamtwochen, AuszeichnungChartplatzierungen (Jahr, Titel, Album, Platzierungen, Wochen, Auszeichnungen, Anmerkungen) | Höchstplatzierung, Gesamtwochen, AuszeichnungChartplatzierungen (Jahr, Titel, Album, Platzierungen, Wochen, Auszeichnungen, Anmerkungen) | Höchstplatzierung, Gesamtwochen, AuszeichnungChartplatzierungen (Jahr, Titel, Album, Platzierungen, Wochen, Auszeichnungen, Anmerkungen) | Höchstplatzierung, Gesamtwochen, AuszeichnungChartplatzierungen (Jahr, Titel, Album, Platzierungen, Wochen, Auszeichnungen, Anmerkungen) | Anmerkungen                                                                                                 |
| Jahr | Titel Album                                       | DE | AT | CH | UK | US | Anmerkungen                                                                                                 |
| --- | ------------------------------------------------- | --- | --- | --- | --- | --- | --- |
| 2006 | U and Dat My Ghetto Report Card                   | — | — | — | — | US13 ×2Doppelplatin + Gold (Mastertone) · (25 Wo.)US                                                                                     | Erstveröffentlichung: 27. Juni 2006 E-40 feat. T-Pain & Kandi Girl                                          |
| 2007 | Outta My System The Price of Fame                 | — | — | — | — | US— Platin (Mastertone)US | Erstveröffentlichung: 13. Februar 2007 Bow Wow feat. T-Pain & Johntá Austin                                 |
| 2007 | I’m a Flirt (Remix) Double Up                     | DE55 (4 Wo.)DE | — | CH78 (1 Wo.)CH | UK18 (6 Wo.)UK | US12 Platin (Mastertone) · (20 Wo.)US | Erstveröffentlichung: 2. März 2007 R. Kelly & T.I. & T-Pain                                                 |
| 2007 | Shawty The Real Testament                         | — | — | — | — | US9 Platin + Platin (Mastertone) · (22 Wo.)US                                                                                            | Erstveröffentlichung: 1. Juni 2007 Plies feat. T-Pain                                                       |
| 2007 | I’m So Hood We the Best                           | — | — | — | — | US19 Gold + Platin (Mastertone) · (20 Wo.)US                                                                                             | Erstveröffentlichung: 28. August 2007 DJ Khaled feat. T-Pain, Trick Daddy, Rick Ross & Plies                |
| 2007 | Cyclone                                           | — | — | — | — | US7 ×2Doppelplatin + Platin (Mastertone) · (30 Wo.)US                                                                                    | Erstveröffentlichung: 2007 Baby Bash feat. T-Pain                                                           |
| 2007 | Baby Don’t Go From Nothin’ to Somethin’           | — | — | — | — | US23 (20 Wo.)US | Erstveröffentlichung: 2007 Fabolous feat. T-Pain & Jermaine Dupri                                           |
| 2007 | Kiss Kiss Exclusive                               | — | — | CH69 (3 Wo.)CH | UK38 Gold · (17 Wo.)UK | US1 ×6Sechsfachplatin + Platin (Mastertone) · (26 Wo.)US                                                                                 | Erstveröffentlichung: 21. August 2007 mit Chris Brown                                                       |
| 2007 | Good Life Graduation                              | DE78 (5 Wo.)DE | — | — | UK23 Platin · (22 Wo.)UK | US7 ×3Dreifachplatin + Platin (Mastertone) · (21 Wo.)US                                                                                  | Erstveröffentlichung: 2. Oktober 2007 mit Kanye West                                                        |
| 2007 | Low Mail on Sunday                                | DE13 ×5Fünffachgold · (23 Wo.)DE | AT9 (25 Wo.)AT | CH13 Platin · (59 Wo.)CH | UK2 ×3Dreifachplatin · (77 Wo.)UK | US1 ×3Diamant + Dreifachplatin (Mastertone) · (40 Wo.)US                                                                                 | Erstveröffentlichung: 9. Oktober 2007 Verkäufe: + 17.237.140; mit Flo Rida                                  |
| 2007 | Who the Fuck Is That? A Dolla and a Dream         | — | — | — | — | US82 (4 Wo.)US | Erstveröffentlichung: 18. Dezember 2007 mit Dolla & Tay Dizm                                                |
| 2008 | She Got It Death Before Dishonor                  | — | — | — | — | US24 Platin (Mastertone) · (20 Wo.)US | Erstveröffentlichung: 8. Januar 2008 2 Pistols feat. T-Pain & Tay Dizm                                      |
| 2008 | Shawty Get Loose VYP (Voice of the Young People)  | — | — | — | UK57 (4 Wo.)UK | US10 (11 Wo.)US | Erstveröffentlichung: 12. Februar 2008 Lil’ Mama feat. Chris Brown & T-Pain                                 |
| 2008 | The Boss Trilla                                   | — | — | — | — | US17 Platin + Platin (Mastertone) · (20 Wo.)US                                                                                           | Erstveröffentlichung: 1. März 2008 Rick Ross feat. T-Pain                                                   |
| 2008 | Cash Flow DJ Khaled presents Ace Hood Gutta       | — | — | — | — | — | Erstveröffentlichung: 29. April 2008 Ace Hood feat. T-Pain & Rick Ross                                      |
| 2008 | Got Money Tha Carter III                          | DE67 (5 Wo.)DE | — | — | — | US10 ×3Dreifachplatin · (27 Wo.)US | Erstveröffentlichung: 27. Mai 2008 Lil Wayne feat. T-Pain                                                   |
| 2008 | Go Girl Fantasy Ride                              | — | — | — | — | US78 (1 Wo.)US | Erstveröffentlichung: 5. September 2008 Ciara feat. T-Pain                                                  |
| 2008 | Go Hard We Global                                 | — | — | — | — | US69 (2 Wo.)US | Erstveröffentlichung: 13. September 2008 DJ Khaled feat. T-Pain & Kanye West                                |
| 2008 | One More Drink Theater of the Mind                | — | — | — | — | US24 (18 Wo.)US | Erstveröffentlichung: 28. Oktober 2008 Ludacrisfeat. T-Pain                                                 |
| 2009 | Blame It Intuition                                | — | — | — | — | US2 Platin (Mastertone) · (27 Wo.)US | Erstveröffentlichung: 26. Januar 2009 Jamie Foxx feat. T-Pain                                               |
| 2009 | I’m on a Boat Incredibad                          | — | — | — | — | US56 ×2Doppelplatin · (20 Wo.)US | Erstveröffentlichung: 3. Februar 2009 The Lonely Island feat. T-Pain                                        |
| 2009 | Feel It Go DJ!                                    | — | — | — | — | — | Erstveröffentlichung: 10. Februar 2009 DJ Felli Fel feat. T-Pain, Sean Paul, Flo Rida & Pitbull             |
| 2009 | All the Above If Tomorrow Comes…                  | — | — | — | — | US39 Platin · (20 Wo.)US | Erstveröffentlichung: 17. Februar 2009 Maino feat. T-Pain                                                   |
| 2009 | Hustler’s Anthem ’09 Back on My B.S.              | — | — | — | — | US39 Platin · (20 Wo.)US | Erstveröffentlichung: 2. März 2009 Busta Rhymes feat. T-Pain                                                |
| 2009 | Download –                                        | — | — | — | — | — | Erstveröffentlichung: 24. März 2009 Lil’ Kim feat. T-Pain & Charlie Wilson                                  |
| 2009 | Overtime Ruthless                                 | — | — | — | — | — | Erstveröffentlichung: 29. Mai 2009 Ace Hood feat. Akon & T-Pain                                             |
| 2009 | Money Round Here –                                | — | — | — | — | — | Erstveröffentlichung: 16. Juli 2009 C-Ride feat. T-Pain                                                     |
| 2009 | Maybach Music 2 Deeper Than Rap                   | — | — | — | — | US92 (1 Wo.)US | Erstveröffentlichung: 31. August 2009 Rick Ross feat. T-Pain, Kanye West & Lil Wayne                        |
| 2009 | Body Language Departure: Recharged                | — | — | — | — | US35 Platin · (15 Wo.)US | Erstveröffentlichung: 8. September 2009 Jesse McCartney feat. T-Pain                                        |
| 2010 | All I Do Is Win Victory                           | — | — | — | UK98 Silber · (1 Wo.)UK | US24 ×3Dreifachplatin · (24 Wo.)US | Erstveröffentlichung: 9. Februar 2010 DJ Khaled feat. T-Pain, Ludacris, Rick Ross & Snoop Dogg              |
| 2010 | Trillionaire –                                    | — | — | — | — | — | Erstveröffentlichung: 13. Juli 2010 Bun B feat. T-Pain                                                      |
| 2010 | Hey Baby (Drop It to the Floor) Planet Pit        | DE24 (38 Wo.)DE | AT22 Gold · (32 Wo.)AT | CH21 Gold · (35 Wo.)CH | UK38 Silber · (10 Wo.)UK | US7 ×4Vierfachplatin · (31 Wo.)US | Erstveröffentlichung: 14. September 2010 Pitbull feat. T-Pain                                               |
| 2010 | Move That Body 5.0                                | — | — | — | UK71 (4 Wo.)UK | US54 (1 Wo.)US | Erstveröffentlichung: 12. Oktober 2010 Nelly feat. T-Pain & Akon                                            |
| 2010 | Tattoo Girl (Foreva) –                            | — | — | — | — | — | Erstveröffentlichung: 2010 Detail feat. Lil Wayne, T-Pain & Travie McCoy                                    |
| 2011 | Welcome to My Hood We the Best Forever            | — | — | — | — | US79 Gold · (7 Wo.)US | Erstveröffentlichung: 18. Januar 2011 DJ Khaled feat. Rick Ross, Plies, Lil Wayne & T-Pain                  |
| 2011 | Electroman                                        | — | — | — | — | — | Erstveröffentlichung: 29. Januar 2011 Benny Benassi feat. T-Pain                                            |
| 2011 | No dejemos que se apague Los Vaqueros: El Regreso | — | — | — | — | — | Erstveröffentlichung: 23. Februar 2011 Wisin & Yandel feat. 50 Cent & T-Pain                                |
| 2011 | Boom Doggumentary                                 | — | — | — | UK56 (6 Wo.)UK | US76 (4 Wo.)US | Erstveröffentlichung: 8. März 2011 Snoop Dogg feat. T-Pain                                                  |
| 2011 | Can’t Sleep –                                     | — | — | — | — | — | Erstveröffentlichung: 29. März 2011 J. Randall feat. T-Pain                                                 |
| 2011 | I Get Money –                                     | — | — | — | — | — | Erstveröffentlichung: 15. April 2011 Birdman feat. Lil Wayne, Mack Maine & T-Pain                           |
| 2012 | So Listen Paradise                                | — | — | — | — | — | Erstveröffentlichung: 13. März 2012 Cody Simpson feat. T-Pain                                               |
| 2012 | Bag of Money G’s in Mayback 2                     | — | — | — | — | US64 (13 Wo.)US | Erstveröffentlichung: 23. März 2012 Wale & Meek Mill feat. Rick Ross & T-Pain                               |
| 2012 | Better –                                          | — | — | — | — | — | Erstveröffentlichung: 8. Mai 2012 Bow Wow feat. T-Pain                                                      |
| 2012 | Something About You Líderes                       | — | — | — | — | — | Erstveröffentlichung: 24. Juli 2012 Wisin & Yandel feat. Chris Brown & T-Pain                               |
| 2012 | When the Sun Comes Up –                           | DE76 (2 Wo.)DE | — | — | — | — | Erstveröffentlichung: 20. April 2012 Heidi Anne feat. T-Pain, Lil Wayne & Glasses Malone                    |
| 2013 | About That Life –                                 | — | — | — | — | — | Erstveröffentlichung: 5. Februar 2013 DJ Kay Slay feat. Fabolous, T-Pain, Rick Ross, Nelly & French Montana |
| 2013 | Moon of Dreams –                                  | — | — | — | — | — | Erstveröffentlichung: 29. März 2013 Egine feat. T-Pain                                                      |
| 2013 | Wind Up My Heart –                                | — | — | — | — | — | Erstveröffentlichung: 28. Juni 2013 E-Lite feat. T-Pain, Snoop Dogg & Shun Ward                             |
| 2013 | Catch Your Love –                                 | — | — | — | — | — | Erstveröffentlichung: 2. August 2013 Dale Saunders feat. T-Pain                                             |
| 2014 | Sex Love Rock N Roll (SLR) Superman               | DE52 (4 Wo.)DE | AT68 (2 Wo.)AT | — | — | — | Erstveröffentlichung: 1. August 2014 Arash feat. T-Pain                                                     |
| 2015 | My Cutie Pie –                                    | — | — | — | — | — | Erstveröffentlichung: 4. Juni 2015 Lil Jon feat. T-Pain, Problem & Snoop Dogg                               |
| 2016 | Close To You No Hard Feelings                     | — | — | — | — | US— PlatinUS | Erstveröffentlichung: 21. Juni 2016 Dreezy feat. T-Pain                                                     |
| 2017 | Dreams –                                          | — | — | — | UK— SilberUK | — | Erstveröffentlichung: 10. März 2017 Alex Ross feat. Dakota & T-Pain                                         |
| 2017 | Senza pagare Comunisti col Rolex                  | — | — | CH52 (7 Wo.)CH | — | — | Erstveröffentlichung: 12. Mai 2017 J-Ax & Fedez feat. T-Pain                                                |
| 2019 | Jerry Sprunger Chixtape 5                         | — | — | — | UK32 Silber · (5 Wo.)UK | US44 Platin · (10 Wo.)US | Erstveröffentlichung: 8. November 2019 Tory Lanez feat. T-Pain                                              |
| 2024 | Been Like This Timeless                           | — | — | — | UK40 (8 Wo.)UK | — | Erstveröffentlichung: 15. März 2024 Meghan Trainor feat. T-Pain                                             |
| 2025 | YIPPEE-KI-YAY. –                                  | — | — | — | — | — | Erstveröffentlichung: 27. März 2025 Kesha feat. T-Pain                                                      |
| Folgende Lieder erschienen nicht als Single, wurden aber durch das Album zum Download und Streaming bereitgestellt und konnten somit eine Platzierung erlangen: |                                                   | | | | | | |
| |                                                   | | | | | | |
| 2011 | Shake Señora Planet Pit                           | — | — | — | — | US69 Platin · (2 Wo.)US | Charteinstieg: 9. Juli 2011 Pitbull feat. T-Pain & Sean Paul                                                |
| 2024 | I Luv Her Glorious                                | — | — | — | — | US70 Gold · (7 Wo.)US | Charteinstieg: 26. Oktober 2024 GloRilla feat. T-Pain                                                       |

## Promoveröffentlichungen
Promo-Singles
- 2006: Send Me an Email (mit J-Shin)
- 2006: Ball Out ($500) (Place Your Bets; mit Blak Jak)
- 2007: Supa Sexy (Uncle Charlie; mit Charlie Wilson & Jamie Foxx)
- 2007: Know What I’m Doin (Like Father, Like Son; mit Birdman, Lil Wayne & Rick Ross)
- 2008: I Can’t Wait (Konvicted; mit Akon)
- 2008: What It Is (Strike a Pose) (VYP (Voice of the Young People); mit Lil Mama)
- 2008: Beam Me Up (Welcome to the New World; mit Tay Dizm & Rick Ross)
- 2010: My Own Step (Step Up 3D OST; mit Roscoe Dash & Fabolous)

## Statistik

### Chartauswertung
|                     | DE    | AT    | CH    | UK    | US    |
| ------------------- | ----- | ----- | ----- | ----- | ----- |
| Nummer-eins-Alben   | DE—DE | AT—AT | CH—CH | UK—UK | US1US |
| Top-10-Alben        | DE—DE | AT—AT | CH—CH | UK—UK | US2US |
| Alben in den Charts | DE—DE | AT—AT | CH—CH | UK—UK | US9US |

|                       | DE    | AT    | CH    | UK     | US     |
| --------------------- | ----- | ----- | ----- | ------ | ------ |
| Nummer-eins-Singles   | DE—DE | AT—AT | CH—CH | UK—UK  | US3US  |
| Top-10-Singles        | DE—DE | AT1AT | CH—CH | UK2UK  | US15US |
| Singles in den Charts | DE9DE | AT4AT | CH6CH | UK18UK | US46US |

### Auszeichnungen für Musikverkäufe
| Goldene Schallplatte - Australien - 2009: für die Single I’m On A Boat - 2011: für die Single Best Love Song - Dänemark - 2023: für die Single Hey Baby (Drop It to the Floor) - 2024: für die Single Good Life - Italien - 2021: für die Single Low - Japan - 2008: für die Single Low (Mobile Downloads) - Kanada - 2009: für die Single I’m On A Boat - Neuseeland - 2007: für die Single Buy U a Drank (Shawty Snappin’) - 2009: für die Single I’m On A Boat - 2015: für die Single Take Your Shirt Off - 2016: für die Single Outta My System - 2024: für das Album Thr33 Ringz - 2025: für das Album Rappa Ternt Sanga - Norwegen - 2008: für die Single Kiss Kiss - Spanien - 2024: für die Single Low - Vereinigte Staaten - 2023: für das Lied One Way Platin-Schallplatte - Brasilien - 2008: für die Single Kiss Kiss - Dänemark - 2020: für die Single Low - Italien - 2019: für die Single Black and Yellow - Japan - 2015: für die Single Low (Digital) - Kanada - 2007: für den Ringtone Buy U a Drank (Shawty Snappin’) - 2012: für die Single 5 O’Clock - 2013: für die Single All I Do Is Win - Mexiko - 2013: für die Single Hey Baby (Drop It to the Floor) - Neuseeland - 2012: für die Single Turn All the Lights On - 2015: für die Single Hey Baby (Drop It to the Floor) - 2022: für das Album T-Pain Presents Happy Hour: The Greatest Hits - 2022: für die Single Booty Wurk (One Cheek at a Time) - 2022: für die Single Up Down (Do This All Day) - 2023: für die Single All I Do Is Win - 2024: für die Single I’m a Flirt (Remix) - Spanien - 2025: für die Single Algo me gusta de ti | 2× Platin-Schallplatte - Australien - 2012: für die Single Turn All the Lights On - Kanada - 2008: für die Single Kiss Kiss - Neuseeland - 2023: für das Album Epiphany - 2024: für die Single I’m N Luv (Wit a Stripper) - 2024: für die Single Good Life - 2024: für die Single I’m Sprung 3× Platin-Schallplatte - Australien - 2010: für die Single Low - 2017: für die Single Hey Baby (Drop It to the Floor) - 2019: für die Single Kiss Kiss - Kanada - 2011: für die Single Hey Baby (Drop It to the Floor) - Neuseeland - 2025: für die Single Kiss Kiss - Schweden - 2012: für die Single Hey Baby (Drop It to the Floor) 4× Platin-Schallplatte - Neuseeland - 2024: für die Single Bartender - Norwegen - 2012: für die Single Hey Baby (Drop It to the Floor) 5× Platin-Schallplatte - Kanada - 2018: für die Single Low 6× Platin-Schallplatte - Neuseeland - 2024: für die Single Low - 2025: für die Single Church 8× Platin-Schallplatte - Italien - 2019: für die Single Senza pagare |

Anmerkung: Auszeichnungen in Ländern aus den Charttabellen bzw. Chartboxen sind in ebendiesen zu finden.
| Land/RegionAuszeichnungen für Musikverkäufe (Land/Region, Auszeichnungen, Verkäufe, Quellen) | Silber     | Gold       | Platin         | Diamant  | Verkäufe   | Quellen                                      |
| -------------------------------------------------------------------------------------------- | ---------- | ---------- | -------------- | -------- | ---------- | -------------------------------------------- |
| Australien (ARIA)                                                                            | —          | 2× Gold2   | 11× Platin11   | —        | 840.000    | aria.com.au                                  |
| Brasilien (PMB)                                                                              | —          | —          | Platin1        | —        | 60.000     | pro-musicabr.org.br                          |
| Dänemark (IFPI)                                                                              | —          | 2× Gold2   | Platin1        | —        | 180.000    | ifpi.dk                                      |
| Deutschland (BVMI)                                                                           | —          | Gold1      | 3× Platin3     | —        | 1.050.000  | musikindustrie.de                            |
| Frankreich (SNEP)                                                                            | —          | —          | —              | —        | 52.600     | infodisc.fr. Abgerufen am 21. Dezember 2023. |
| Italien (FIMI)                                                                               | —          | Gold1      | 9× Platin9     | —        | 485.000    | fimi.it                                      |
| Japan (RIAJ)                                                                                 | —          | Gold1      | Platin1        | —        | 350.000    | riaj.or.jp                                   |
| Kanada (MC)                                                                                  | —          | Gold1      | 13× Platin13   | —        | 940.000    | musiccanada.com                              |
| Mexiko (AMPROFON)                                                                            | —          | —          | Platin1        | —        | 60.000     | amprofon.com.mx                              |
| Neuseeland (RMNZ)                                                                            | —          | 6× Gold6   | 34× Platin34   | —        | 990.000    | aotearoamusiccharts.co.nz NZ2 NZ3            |
| Norwegen (IFPI)                                                                              | —          | Gold1      | 4× Platin4     | —        | 45.000     | ifpi.no NO2                                  |
| Österreich (IFPI)                                                                            | —          | Gold1      | —              | —        | 15.000     | ifpi.at                                      |
| Schweden (IFPI)                                                                              | —          | —          | 3× Platin3     | —        | 120.000    | sverigetopplistan.se                         |
| Schweiz (IFPI)                                                                               | —          | Gold1      | Platin1        | —        | 45.000     | hitparade.ch                                 |
| Spanien (Promusicae)                                                                         | —          | Gold1      | Platin1        | —        | 90.000     | elportaldemusica.es                          |
| Südkorea (KMCA)                                                                              | —          | —          | —              | —        | 239.384    | circlechart.kr                               |
| Vereinigte Staaten (RIAA)                                                                    | —          | 11× Gold11 | 68× Platin68   | Diamant1 | 83.500.000 | riaa.com                                     |
| Vereinigtes Königreich (BPI)                                                                 | 8× Silber8 | 3× Gold3   | 5× Platin5     | —        | 5.500.000  | bpi.co.uk                                    |
| Insgesamt                                                                                    | 8× Silber8 | 32× Gold32 | 156× Platin156 | Diamant1 |            |                                              |